# Para Nossa Alegria

Captura de tela do vídeo Para Nossa Alegria.

Para Nossa Alegria é um vídeo viral publicado em 13 de março de 2012, possuindo 2:30 minutos de duração. Nele, os irmãos Jefferson e Suellen, juntamente com sua mãe Mara da Silva Barbosa, cantam a música "Galhos Secos", da banda Êxodos, e acabam tornando-se cômicos. O vídeo gerou uma série de imitações e teve milhões de visualizações no YouTube. Em 2020, os irmãos recriaram o vídeo em uma nova versão.

## Contexto
Jefferson e Suelen moravam em Parelheiros, um distrito rural do extremo Sul da cidade de São Paulo. Eles viviam com seus pais, Edevaldo e Mara da Silva Barbosa. Na época, Edevaldo não conseguiu receber a aposentadoria por invalidez, por ter sofrido um acidente vascular cerebral e ter deixado seu emprego de motorista, e Mara recebia um salário mínimo em seu trabalho como faxineira no Aeroporto de São Paulo-Congonhas.
A família era evangélica e frequentava a Assembleia de Deus. Jefferson fazia um curso preparatório para jovens aprendizes e tinha o objetivo de se tornar pastor. Suellen tinha três empregos e costumava cantar nos cultos dominicais.

## Gravação
Jefferson perguntou para sua mãe uma música que ela cantava quando era mais jovem. Mara respondeu-lhe "Galhos Secos", uma canção composta na década de 1970 pela banda Êxodos. Ele e sua irmã começaram, então, a ensaiar para cantar esta música na igreja. Eles decidiram gravar um vídeo caseiro no sofá de sua casa, em que Jefferson, além de cantar, usou um violão, tendo a companhia de sua irmã e sua mãe, que também cantaram.
Enquanto cantarolavam, Jefferson soltou um grito no verso "Para Nossa Alegria", fazendo com que Suellen tivesse uma crise de riso e sua mãe saísse da sala. Após sair da cena, Mara reapareceu enquanto passava de um lado para o outro com uma vassoura, e diz: "vai cantar, Suelen!". Apesar de parecer furiosa, Jefferson revelou posteriormente que sua mãe continuou cantando trechos da música quando foi para a cozinha. Esta última parte, no entanto, foi retirada da versão final do vídeo.

## Repercussão

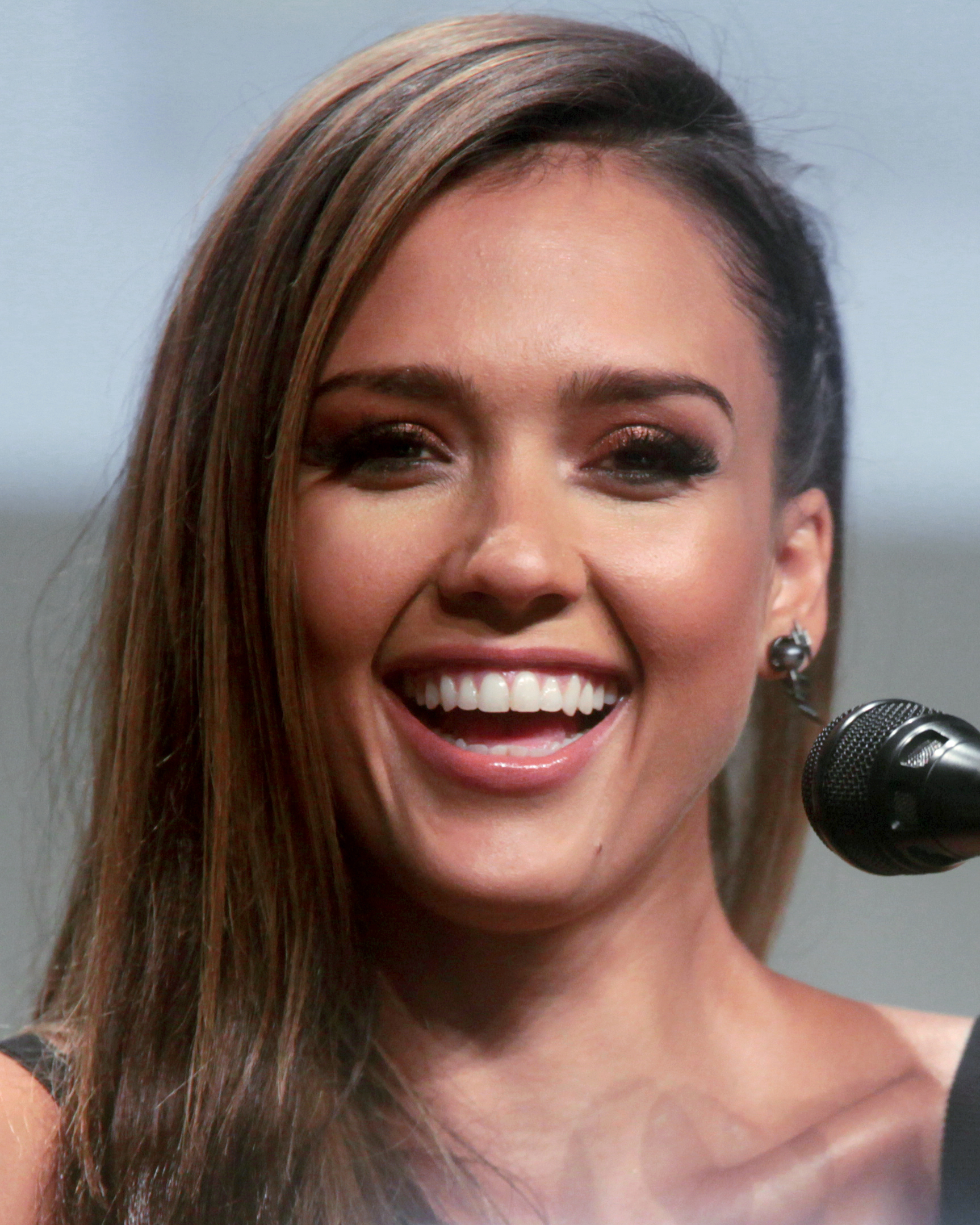
A atriz Jessica Alba gravou um vídeo para uma campanha publicitária ao lado de Jefferson, em 2014.

Nos primeiros vinte dias, o vídeo contabilizou quase 14 milhões de acessos no YouTube. Foi o terceiro vídeo mais visualizado do YouTube brasileiro em 2012. Em maio de 2015, foi listado como o quarto vídeo (não-música) mais visualizado pelos brasileiros neste mesmo site.
Para o Museu de Memes, mantido pela Universidade Federal Fluminense, o vídeo tornou-se um meme pois:

O sucesso do sorriso quase assustador do garoto, combinado às gargalhadas de sua irmã e à raiva de sua mãe foi tanto que logo surgiram diversas paródias (amadoras ou profissionais).— Museu de Memes, da Universidade Federal Fluminense.
Uma matéria do site Mega Curioso, feita na época da divulgação do vídeo, notou:

O trio é bastante desafinado, mas até aí nenhuma novidade. O ponto alto das imagens é quando Jefferson tenta cantar o refrão e, num tom de voz extremamente alto, destoa ainda mais da música e faz com Suellen não pare mais de rir.— Mega Curioso.
Em maio de 2012, a família Barbosa lançou um disco intitulado Para Crianças e Adultos Bem Humorados, que produziu 10 mil cópias. Em janeiro de 2014, Jefferson gravou, ao lado da atriz norte-americana Jessica Alba, um vídeo cômico, de cerca de um minuto, para uma campanha publicitária da escola de idiomas CCAA.
O meme é citado no livro Os 198 Maiores Memes Brasileiros que Você Respeita, de Kleyson Barbosa.